# Gastibelza aneb Šílenec z Toleda
Gastibelza aneb Šílenec z Toleda (ve francouzském originále Gastibelza ou le Fou de Tolède) je opera (drame lyrique) ve třech dějstvích od Louise-Aimé Maillarta na libreto Adolpha-Philippa d'Enneryho (vlastním jménem Denneryho) a Eugèna Cormona (vlastním jménem Pierre-Etienne Piestre).

## Vznik a osudy díla
Gastibelza je první z Maillartových šesti oper. Skladatel Adolphe Adam ji vybral jako první představení ve svém pařížském divadle "Národní opera" (Opéra-National), jež mělo poskytovat prostor talentovaným, ale dosud neznámým autorům, pro které zůstala napřístupnými jeviště Pařížské opery i Opéry-Comique. Slavnostní premiéra se konala dne 15. listopadu 1847. Opera měla značný úspěch a podílela se značnou měrou na aktivní bilanci divadla v prvních měsících. S vypuknutím Únorové revoluce roku 1848 však Opéra-National přišla o diváky a zkrachovala. Příznivý divácký i kritický ohlas Gastibelzy pomohl Maillartovi uvést svá následující díla na jiných pařížských scénách.
Podnětem pro libreto autorů Cormona a d'Enneryho byla populární stejnojmenná balada Hippolyta Monpoua (1804-1841) na slova básně Victora Huga Gastibelza, l'homme à la carabine (publikována 1840). Z hudebních čísel zaujalo zejména komické trio v prvním dějství, ironický sbor grandů ze začátu 2. dějství anebo "šílená" árie Gastibelzy ze 3. dějství. Maillart prokázal už tímto díle v rámci žánru opéra comique sklon jednak k melancholii a tragice, jednak k divadelní estetice "velké opery" (grand opera).

## Osoby a první obsazení
| Osoba                     | Hlasový obor | Obsazení při premiéře, 15. listopadu 1847 |
| ------------------------- | ------------ | ----------------------------------------- |
| Gastibelza                | tenor        | Chenets                                   |
| Král                      | bas          | Junca                                     |
| Don Alvar, králův synovec | tenor        | Fosse                                     |
| Hrabě de Saldagne         | baryton      | Pauly                                     |
| Mattéo                    |              | Delsarte                                  |
| Perez                     |              | Vallon                                    |
| Doňa Sabine               | soprán       | Chérie Couraud                            |
| Paquita                   | soprán       | Hetzel                                    |
| Vesničané, dvořané        |              |                                           |

## Obsah
Děj se odehrává ve Španělsku v neurčené historické době. Jediný syn vládnoucího krále byl zavražděn a jako viník byl označen a odsouzen vévoda de Mendoza, který uprchl do exilu. Ve skutečnosti však vraždu objednali don Alvar, králův synovec a dědic, a hrabě de Saldagne, velký sukničkář a nejbohatší velmož na královském dvoře.

### 1. dějství
(Okraj vesnice u lesa s Paquitiným hostincem a chalupou doni Sabiny) Po předehře následuje sbor vesničanů, kteří se těší na návštěvu krále a s ní spojenou soutěž o krále lovu (Le cor, au fond des bois). O tento titul stojí zejména Mattéo, kterému by byl ku prospěchu při ucházení se o hostinskou Paquitu, jež má na manžela – jak upřesňuje v kupletech L'ermite du village – značné nároky. Vesničané se však domnívají, že králem lovu bude hrabě de Gastibelza, který přichází se vstupní árií Joyeux enfant de la montagne.
Nejprve přicházejí královi dvořané a hrabě de Saldagne se ihned zajímá o hostinskou. Naoko přeje Mattéovi a Paquitě hodně štěstí, ale pomocí peněz a lichocení vzbuzuje v každém z nich myšlenku, že by si mohli najít někoho lepšího (trio A vos amours je m'intéresse), a Paquitě navíc dá prsten s instrukcí, aby v noci přišla na jeho hrad. Paquita se naštěstí poradí s mladou, leč moudrou ženou, o jejímž původu nikdo neví a která žije ve vesnici pod jménem doňa Sabine. Ta Mattéa a Paquitu usmíří a slíbí vrátit prsten svůdníkovi sama.
Sbor vítá krále (Ah! quelle fête), který však stále truchlí nad smrtí syna (Au sein des plaisirs, la douleur, pauvre père). Král se setkává doňou Sabinou, která se mu představí jako dcera vévody de Mendoza a snaží se jej přesvědčit o otcově nevině. Král však nechce ani poslouchat. Osamělá doňa Sabine hledá útěchu v modlitbě (Vierge Marie en qui j'ai foi) a pak i u Gastibelzy, který je do ní zamilován (duet Sitôt que sur nos bois la nuit répand son ombre). Pérez, služebník vévody, přichází doně Sabině předat zprávu, že její otec se vrací do Španělska a že dokumenty dokládající jeho nevinu se nacházejí na hradě hraběte de Saldagne. Pérez však sám při pokusu vniknout do hradu přijde o život a doňa Sabine hodlá jeho úkol – s pomocí Saldagnova prstenu – splnit sama (to vše ve finále D'un passage secret, profitant en silence).

### 2. dějství
(Hodovní síň hradu hraběte de Saldagne) Král pořádá oslavu vítězných lovců (sbor Honneur au maître de ce séjour). Mattéo sice nic netrefil, ale král jej přesto jmenuje hajným. Materiálně zajištěnému Mattéovi tedy nestojí nic v cestě ke svatbě s Paquitou (Mattéova árie Sonnez, cloches de mon village). Zatímco se hradní společnost baví, stráže zjistí, že se po hradě potuluje doňa Sabina, navíc s prstenem, který hrabě de Saldagne, jak je obecně známo, propůjčuje svým milenkám… Všichni jsou překvapeni a doňa Sabina, aby neprozradila skutečný důvod své přítomnosti, musí necudné podezření potvrdit. Gastibelza je přirozeně zděšen (ansámbl O ciel! En croirai-je mes yeux?... Ah! mon idole est brisé). Král s dvořany odchází (sbor Sur le fleuve azuré) a doňa Sabina, která skutečně našla dokumenty o nevině svého otce, přesvědčuje Gastibelzu, že jí křivdí (Pardonne à mes pleurs), a předává mu nalezené papíry, aby se dostaly do bezpečí. Špatná volba! Gastibelzu hrozné podezření připravilo o rozum a s cennými dokumenty prchá kdoví kam. Navíc se Saldagne domáhá slibovaných důvěrností (duet a ansámbl Ah! je comprends le trouble qui t'agite). Doně Sabině se podaří uprchnout, ale bez nalezených důkazů a pod hrozbou Saldagnovy pomsty.

### 3. dějství
(Vesnice pod hradem) Mattéo a Paquita slaví svatbu (Not' moulin dès l' matin tourne pour tout le village). Vesničané přivádějí Gastibelzu, jenž viditelně stále šílí z nešťastné lásky, jak prozrazuje i jeho árie Oui, j'entends sa voix fidèle. V průvodu vojáků a mnichů (sbor O Dieu puissant et généreux) přichází vévoda de Mendoza. Jeho dcera mu musí sdělit, že doklady jsou ztraceny a otce tedy čeká zřejmě poprava. Doňa Sabina konečně v duetu přesvědčí Gastibelzu o své věrnosti a současně jej vyléčí ze šílenství (duet N'outrage pas celle que j'aime... Pour nous la douce ivresse!), nicméně ten si bohužel nepamatuje, co s papíry mezitím udělal. Příchod krále s dvořany nevěští pro vévodu a jeho dceru nic dobrého. Naštěstí se však ukáže, že Gastibelza v záchvatu šílenství předal dokumenty právě králi, který nyní může zjednat spravedlnost a šťastný konec opery (sbor Vive notre roi!) .